# Adolf Schirmer (Pädagoge)
Adolf Schirmer (* 16. Dezember 1853 in Roda; † im 20. Jahrhundert) war ein deutscher Gymnasiallehrer und Altphilologe.
Adolf Schirmer besuchte das Lyceum in Eisenberg und das Gymnasium in Altenburg. Ab 1874 studierte er Philologie an der Universität Jena. Ab 1877 unterrichtete er als Lehrer am Herzoglichen Christians-Gymnasium in Eisenberg.
Neben einer Abhandlung zu Polyainos und einer Einführung für Schüler zur Anabasis des Xenophon sowie zahlreichen Artikeln im Ausführlichen Lexikon der griechischen und römischen Mythologie publizierte er vor allem zur Landesgeschichte von Thüringen.

## Veröffentlichungen (Auswahl)
- Über die Quellen des Polyaen. Altenburg 1884.
- Anleitung zur Vorbereitung auf Xenophons Anabasis. 2 Bände, Teubner, Leipzig 1890–1892.
- Das angebliche Treffen bei Leipzig–Lucka. In: Zeitschrift für Thüringische Geschichte 29, 1912, S. 210–219.
- Die Schlacht bei Lucka. Ein Wendepunkt in der Geschichte der Wettiner. Eisenberg 1905.
- Die Schlacht bei Lucka. Ein Wendepunkt in der Geschichte der Wettiner. Leipzig 1907.
- Orts- und Kulturgeschichtliches nach den Eisenberger Ratsrechnungen der Jahre 1566–1579. In: Mitteilungen des Geschichts- und Altertumsforschenden Vereins zu Eisenberg. Band 31 (1915), S. 41–57